# Brad Paisley
Brad Douglas Paisley (sinh ngày 28 tháng 10 năm 1972) là một ca sĩ - nhạc sĩ nhạc đồng quê và nghệ sĩ ghi-tar người Mỹ. Phong cách của anh ấy pha trộn giữa nhạc đồng quê truyền thống và rock miền Nam, và những bài hát của anh pha trộn sự hài hước và văn hóa Pop.
Paisley đã thắng giải Nam ca sĩ của năm của CMA & ACM (CMA and ACM Male Vocalist of the Year) vào năm 2008. Bắt đầu với việc phát hành album Who Needs Pictures vào năm 1999, Paisley đã thu 7 album phòng thu và một bộ sưu tập chủ đề Giáng sinh mang nhãn Arista Nashville, tất cả các album của anh đều được chứng nhận vàng hoặc cao hơn bởi RIAA. Hơn nữa, anh có 25 singles được xếp hạng trên Billboard Hot Country Songs của Hoa Kỳ, 16 trong số đó đã đạt #1 với một đĩa đơn ghi liên tiếp đến 10 vị trí hàng đầu trên bảng xếp hạng. Vào ngày 10 tháng 11 năm 2010, Paisley đoạt giải Nhân vật giải trí của năm (Entertainer of the Year award)tại lễ trao giải thường niên CMA Awards.

## Lưu diễn
- Brooks & Dunn's Neon Circus & Wild West Show 2003
- Mud & Suds Tour 2004 (w/ Sara Evans, Andy Griggs)
- Two Hats & A Redhead Tour 2005 (w/ Reba McEntire, Terri Clark)
- Time Well Wasted Tour 2006 (w/ Sara Evans, Sugarland, Carrie Underwood, Jake Owen, Josh Turner, Billy Currington)
- Bonfires & Amplifiers Tour 2007–2008 (w/ Taylor Swift, Jack Ingram, Kellie Pickler, Rodney Atkins, Chuck Wicks)
- The Paisley Party Tour 2008 (w/ Chuck Wicks, Julianne Hough, Jewel)
- The Paisley Party Tour 2009 (w/ Dierks Bentley, Darius Rucker, Crystal Shawanda)
- American Saturday Night Tour 2009 (w/ Dierks Bentley, Jimmy Wayne)
- American Saturday Night Tour 2010 (w/ Miranda Lambert, Justin Moore)
- The H2O Tour 2010 (w/ Darius Rucker, Justin Moore, Easton Corbin, Steel Magnolia, Josh Thompson)
- The H2O Frozen Over Tour 2011 (w/ Darius Rucker, Jerrod Niemann)
- H2O II: Wetter and Wilder World Tour (w/ Darius Rucker, Blake Shelton, Jerrod Niemann, Sunny Sweeney, Brent Anderson, Edens Edge)

### Album
Album phòng thu
- 1999: Who Needs Pictures
- 2001: Part II
- 2003: Mud on the Tires
- 2005: Time Well Wasted
- 2006: Brad Paisley Christmas
- 2007: 5th Gear
- 2008: Play
- 2009: American Saturday Night
- 2011: This is Country Music

Tổng hợp
- 2010: Hits Alive

## Giải thưởng
Chú thích:
- Academy of Country Music
  - 1999 – Top New Male Vocalist of the Year
  - 2004 – Vocal Event of the Year ("Whiskey Lullaby")
  - 2004 – Video of the Year ("Whiskey Lullaby")
  - 2005 – Album of the Year ("Time Well Wasted")
  - 2005 – Vocal Event of the Year ("When I Get Where I'm Going")
  - 2005 – Video of the Year ("When I Get Where I'm Going")
  - 2007 – Top Male Vocalist of the Year
  - 2008 – Top Male Vocalist of the Year
  - 2008 – Video of the Year ("Online")
  - 2009 – Video of the Year ("Waitin' on a Woman")
  - 2009 – Vocal Event of the Year ("Start a Band")
  - 2009 – Top Male Vocalist of the Year
  - 2010 – Top Male Vocalist of the Year
  - 2011 – Top Male Vocalist of the Year
- Country Music Association Awards
  - 2000 – Horizon Award
  - 2001 – Vocal Event of the Year ("Too Country")
  - 2002 – Music Video of the Year ("I'm Gonna Miss Her")
  - 2004 – Musical Event of the Year ("Whiskey Lullaby")
  - 2004 – Music Video of the Year ("Whiskey Lullaby")
  - 2006 – Album of the Year (Time Well Wasted)
  - 2006 – Musical Event of the Year ("When I Get Where I'm Going")
  - 2007 – Music Video of the Year ("Online" – director Jason Alexander)
  - 2007 – Male Vocalist of the Year
  - 2008 – Music Video of the Year ("Waitin' on a Woman")
  - 2008 – Male Vocalist of the Year
  - 2009 – Male Vocalist of the Year
  - 2009 – Musical Event of the Year ("Start A Band" with Keith Urban)
  - 2010 – Entertainer of the Year
- Grammy Awards
  - 2008 – Best Country Instrumental Performance ("Throttleneck")
  - 2009 – Best Country Instrumental Performance ("Cluster Pluck")
  - 2009 – Best Male Country Vocal Performance ("Letter to Me")
- Country Weekly Presents the TNN Music Awards
  - 2000 – The Discovery Award
  - 2000 – Song of the Year ("He Didn't Have to Be")
  - 2000 – CMT Music Video of the Year ("He Didn't Have to Be")
- Flameworthy Awards/CMT Music Awards
  - 2002 – Concept Video of the Year ("I'm Gonna Miss Her")
  - 2005 – Collaborative Video of the Year ("Whiskey Lullaby")
  - 2006 – Most Inspiring Video of the Year ("When I Get Where I'm Going")
  - 2008 – Comedy Video of the Year ("Online")
  - 2009 – CMT Performance of the Year ("Country Boy")
  - 2009 – Collaborative Video of the Year ("Start a Band")
  - 2009 – Male Video of the Year ("Waitin' On a Woman")
- American Music Awards
  - 2008 – Favorite Country Male Artist
  - 2010 – Favorite Country Male Artist
- American Country Awards
  - 2010 – Artist of the Year - Male
- Orville H. Gibson Guitar Award
  - 2002 – Best Country Guitarist (Male)
- Nashville Songwriters Association International Award
  - 2002 – Songwriter/Artist of the Year
  - 2005 – Songwriter/Artist of the Year
- ASCAP Country Music Award
  - 2004 – Songwriter/Artist of the Year